# Atletismo nos Jogos Europeus de 2015
As competições de atletismo nos Jogos Europeus de 2015 foram realizados no Estádio Olímpico de Baku, e nas ruas de Baku, no Azerbaijão, nos dias 21 e 22 de junho de 2015. Contou com a presença de 446 atletas. 

## Calendário
| Junho     | 12 | 13 | 14 | 15 | 16 | 17 | 18 | 19 | 20 | 21 | 22 | 23 | 24 | 25 | 26 | 27 | 28 |
| --------- | -- | -- | -- | -- | -- | -- | -- | -- | -- | -- | -- | -- | -- | -- | -- | -- | -- |
| Atletismo |    |    |    |    |    |    |    |    |    |    | 1  |    |    |    |    |    |    |

|  | Dia de competição |  | Dia de final |

## Programa
A competição de atletismo foi realizada no Estádio Olímpico de Baku sendo uma competição combinada entre os Jogos Europeus e a terceira divisão do Campeonato da Europa de Nações de 2015. Essa é a divisão mais baixa do Campeonato da Europa de Nações, com 17 equipes de nações menores do atletismo europeu, incluindo o Azerbaijão.
600 atletas no total competiram durante dois dias por pontos em 40 eventos de atletismo (20 masculinos e 20 femininos). Os pontos foram concedidos para representar as equipes na competição, sendo concedida medalha aos três primeiros colocados. As medalhas não foram concedidas para eventos individuais, e sim por equipe. Os quatro primeiros países ganharam promoção da terceira divisão para a segunda divisão do Campeonato da Europa de Nações. 
Conforme regulamento do Campeonato da Europa de Nações, ambos os sexos competem no evento não olímpico de 3.000 m, enquanto os eventos olímpicos com mais de 5.000 m e os eventos combinados não são realizados.   O Atletismo nos Jogos Europeus ofereceu  qualificação para os Jogos Olímpicos Rio 2016.
Uma segunda competição de atletismo sem medalha foi realizada como uma série de eventos de demonstração nas ruas de Baku. Os eventos incluem salto em altura e salto com vara, sendo escalados 24 atletas para competir.   Havia planos de incluir corridas de rua, porém foram cancelados. 
A princípio o atletismo não foi incluído na lista de esportes confirmados para os Jogos de 2015, Já que as autoridades do atletismo europeu estavam dispostos a não participar. No entanto, após negociações com as autoridades organizadoras, foi alcançado um compromisso em fevereiro de 2014 entre os organizadores e o atletismo europeu para realizar o campeonato rem conjunto com o Campeonato da Europa de Nações. O acordo foi confirmado por Pat Hickey, presidente dos Comitês Olímpicos Europeus em fevereiro de 2015. 

## Medalhistas
|  | AUT Áustria |  | SVK Eslováquia |  | ISR Israel |
|  | Anita Baielr Ekemini Bassey Dominik Distelberger Elisabeth Eberl Michaela Egger Nikolaus Franzmair Markus Fuchs Mario Gebhard Benjamin Grill Kira Grunberg Christoph Haslauer Stefanie Huber Ina Huemer Dominik Hufnagl Thomas Kain Matthias Kaserer Julio Kellerer Paul Kilbertus Viola Kleiser Josip Kopic Anita Baielr Sarah Lagger Nina Luyer Pamela Manzerdorfen Gunther Matzinger Gerhard Mayer Verena Menapace Elisabeth Niedereder Valentin Pfeil Verena Preiner Brenton Rowe Roman Schmied Anita Baielr Carina Schrempf Beate Schrott Julia Schwarzinger Benajmin Siart Julia Siart Dominik Sedliaczek Christian Smetana Christian Steinhammer Alexandra Toth Andreas Vojta Susanne Walli Veronika Watzek Lukas Weißhaidinger Jennifer Wenth Eva-Maria Wimberger |  | Katarína Belová Tomáš Benko Katarína Berešová Alexandra Bezeková Andrej Bician Jakub Bottlík Matúš Bubeník Tomáš Celko Denis Danáč Paula Habovštiaková Andrea Holleyová Martina Hrašnová Anna Hrvolová Alexander Jablokov Zuzana Karaffová Martin Koch Lenka Kršáková Martin Kučera Veronika Lašová Marcel Lomnický Ľubomíra Maníková Jakub Matúš Lucia Mokrašová Matúš Olej Dušan Páleník Jozef Pelikán Michaela Pešková Lukáš Prevalinec Iveta Putálová Jozef Repčík Silvia Šalgovičová Marek Šefránek Lucia Slaničková Patrícia Slosárová Alexandra Šťuková Ivona Tomanová Roman Turčáni Jozef Urban Dana Velďáková Jana Velďáková Tomáš Veszelka Juraj Vitko Ján Volko Monika Weigertová Adam Zavacký Pavol Ženčár Patrik Ženúch Ján Zmoray |  | Haimro Alame Tomer Almogy Girmaw Amare Maya Aviezer Noa Barlia Itamar Bhastekar Amit Cohen Hai Cohen Aviv Dayan Olga Dogadgo Marharyta Dorozhon Alan Ferber Muket Fetene Dikla Goldenthal Amir Hamidulin Omri Harush Hanna Knyazyeva-Minenko Dmitry Kroytor Shanie Landen Olga Lenskiy Itamar Levi Danna Levin Alexandra Lokshin Dariya Lokshin Anastasya Muchkayev Noam Neeman Imri Persiado Margareta Pogorelov Donald Sanford Maor Seged Maayan Shahaf Itay Shamir Azaunt Taka Maor Tiyouri Gilron Tsabkevich Diana Vaisman Kristina Vanyushev Tom Yakubov Evgenia Zabolotni Victor Zagynayko Efat Zelikovich |

## Países participantes
As seguintes equipes participaram do evento.
| - AASSE (18) * - Albânia (15) - Andorra (23) - Áustria (48) | - Azerbaijão (35) - Bósnia e Herzegovina (40) - Geórgia (37) - Israel (43) - Luxemburgo (40) | - Macedônia do Norte (30) - Malta (36) - Moldávia (29) - Montenegro (30) - Eslováquia (48) |

* Nota: Considere atletas de  San Marino (9),  Gibraltar (4), Liechtenstein (4) e Mônaco (1).

## Resultados

### Tabela de pontos
| Evento                      | Evento        | AASSE | ALB | AND | AUT | AZE | BIH | GEO | ISR | LUX | MKD | MLT   | MDA | MNE | SVK   |
| --------------------------- | ------------- | ----- | --- | --- | --- | --- | --- | --- | --- | --- | --- | ----- | --- | --- | ----- |
| 100 metros                  | M             | 2     | 0   | 3   | 12  | 11  | 4   | 8   | 10  | 5   | 13  | 6     | 7   | 9   | 14    |
| 100 metros                  | F             | 1     | 6   | 7   | 11  | 9   | 4   | 5   | 14  | 10  | 2   | 13    | 8   | 3   | 12    |
| 200 metros                  | M             | 2     | 0   | 4   | 7   | 10  | 6   | 13  | 12  | 3   | 8   | 5     | 9   | 11  | 14    |
| 200 metros                  | F             | 1     | 4   | 5   | 12  | 8   | 7   | 6   | 14  | 10  | 2   | 11    | 9   | 3   | 13    |
| 400 metros                  | M             | 2     | 7   | 1   | 11  | 10  | 12  | 8   | 14  | 3   | 6   | 5     | 13  | 4   | 9     |
| 400 metros                  | F             | 3     | 4   | 1   | 13  | 10  | 9   | 7   | 8   | 6   | 5   | 11    | 12  | 2   | 14    |
| 800 metros                  | M             | 9     | 11  | 6   | 8   | 7   | 14  | 5   | 10  | 4   | 1   | 3     | 12  | 2   | 13    |
| 800 metros                  | F             | 1     | 13  | 4   | 11  | 12  | 8   | 5   | 7   | 14  | 2   | 6     | 9   | 3   | 10    |
| 1 500 metros                | M             | 7     | 0   | 5   | 12  | 14  | 10  | 3   | 9   | 8   | 2   | 4     | 11  | 6   | 13    |
| 1 500 metros                | F             | 2     | 14  | 7   | 11  | 0   | 9   | 8   | 13  | 12  | 3   | 5     | 6   | 4   | 10    |
| 3 000 metros                | M             | 8     | 2   | 4   | 13  | 14  | 6   | 5   | 9   | 11  | 3   | 7     | 12  | 1   | 10    |
| 3 000 metros                | F             | 5     | 0   | 4   | 14  | 12  | 11  | 2   | 13  | 8   | 3   | 6     | 7   | 9   | 10    |
| 5 000 metros                | M             | 0     | 9   | 5   | 11  | 14  | 2   | 8   | 12  | 6   | 4   | 7     | 13  | 3   | 10    |
| 5 000 metros                | F             | 5     | 0   | 0   | 14  | 13  | 12  | 7   | 9   | 10  | 4   | 6     | 0   | 8   | 11    |
| 3.000 metros com obstáculos | M             | 0     | 10  | 5   | 13  | 6   | 12  | 9   | 11  | 4   | 3   | 7     | 14  | 2   | 8     |
| 3.000 metros com obstáculos | F             | 0     | 0   | 0   | 11  | 0   | 13  | 9   | 12  | 7   | 0   | 8     | 14  | 6   | 10    |
| 110/100 metros barreiras    | M             | 0     | 0   | 5   | 14  | 13  | 12  | 8   | 10  | 11  | 6   | 0     | 9   | 0   | 7     |
| 110/100 metros barreiras    | F             | 0     | 0   | 4   | 14  | 9   | 12  | 0   | 10  | 11  | 5   | 7     | 8   | 6   | 13    |
| 400 metros barreiras        | M             | 9     | 0   | 3   | 13  | 7   | 10  | 5   | 12  | 8   | 4   | 0     | 11  | 6   | 14    |
| 400 metros barreiras        | F             | 0     | 3   | 2   | 14  | 6   | 9   | 5   | 10  | 13  | 8   | 7     | 11  | 4   | 12    |
| 4 x 100 metros estafetas    | M             | 4     | 0   | 5   | 13  | 10  | 7   | 9   | 14  | 6   | 0   | 0     | 8   | 11  | 12    |
| 4 x 100 metros estafetas    | F             | 0     | 0   | 7   | 12  | 11  | 8   | 0   | 13  | 0   | 0   | 10    | 9   | 6   | 14    |
| 4 x 400 metros estafetas    | M             | 0     | 0   | 3   | 8   | 11  | 13  | 9   | 12  | 6   | 4   | 5     | 10  | 7   | 14    |
| 4 x 400 metros estafetas    | F             | 0     | 0   | 4   | 13  | 10  | 7   | 6   | 9   | 11  | 5   | 8     | 12  | 3   | 14    |
| Salto em altura             | M             | 9     | 0   | 4   | 10  | 8   | 6   | 11  | 12  | 7   | 2   | 4     | 13  | 4   | 14    |
| Salto em altura             | F             | 0     | 0   | 8.5 | 7   | 6   | 11  | 13  | 12  | 10  | 4   | 3     | 5   | 14  | 8.5   |
| Salto com vara              | M             | 0     | 0   | 10  | 13  | 0   | 7   | 6   | 12  | 11  | 0   | 5     | 9   | 8   | 14    |
| Salto com vara              | F             | 9     | 0   | 5.5 | 14  | 11  | 0   | 7   | 12  | 13  | 0   | 5.5   | 8   | 0   | 10    |
| Salto em comprimento        | M             | 5     | 13  | 1   | 12  | 8   | 4   | 14  | 11  | 6   | 3   | 10    | 2   | 7   | 9     |
| Salto em comprimento        | F             | 0     | 3   | 4   | 12  | 10  | 7   | 11  | 0   | 8   | 6   | 13    | 9   | 5   | 14    |
| Salto triplo                | M             | 5     | 10  | 2   | 8   | 14  | 4   | 11  | 12  | 3   | 0   | 7     | 13  | 6   | 9     |
| Salto triplo                | F             | 0     | 0   | 7   | 11  | 12  | 6   | 10  | 14  | 4   | 3   | 8     | 9   | 5   | 13    |
| Arremesso de peso           | M             | 0     | 6   | 2   | 12  | 7   | 14  | 4   | 8   | 11  | 3   | 5     | 13  | 9   | 10    |
| Arremesso de peso           | F             | 0     | 0   | 3   | 7   | 10  | 8   | 6   | 12  | 9   | 5   | 4     | 13  | 14  | 11    |
| Lançamento de disco         | M             | 0     | 0   | 3   | 14  | 6   | 12  | 7   | 11  | 9   | 4   | 5     | 13  | 10  | 8     |
| Lançamento de disco         | F             | 7     | 0   | 2   | 10  | 12  | 9   | 4   | 11  | 6   | 5   | 3     | 14  | 13  | 8     |
| Lançamento de martelo       | M             | 0     | 0   | 5   | 12  | 0   | 6   | 11  | 10  | 9   | 4   | 8     | 13  | 7   | 14    |
| Lançamento de martelo       | F             | 0     | 0   | 7   | 10  | 13  | 9   | 0   | 11  | 8   | 4   | 5     | 12  | 6   | 14    |
| Lançamento de dardo         | M             | 0     | 0   | 3   | 10  | 4   | 7   | 13  | 12  | 9   | 5   | 8     | 11  | 6   | 14    |
| Lançamento de dardo         | F             | 4     | 0   | 2   | 13  | 5   | 11  | 7   | 14  | 9   | 3   | 6     | 12  | 10  | 8     |
| Nacionalidade               | Nacionalidade | AASSE | ALB | AND | AUT | AZE | BIH | GEO | ISR | LUX | MKD | MLT   | MDA | MNE | SVK   |
| Total                       | Total         | 100   | 115 | 163 | 460 | 353 | 338 | 285 | 441 | 319 | 144 | 246.5 | 403 | 243 | 459.5 |

## Classificação final
A seguir a classificação final. 
| Posição           | Nacionalidade            | Pts   |
| ----------------- | ------------------------ | ----- |
| Medalha de ouro   | AUT Áustria              | 460   |
| Medalha de prata  | SVK Eslováquia           | 459.5 |
| Medalha de bronze | ISR Israel               | 441   |
| 4                 | MDA Moldávia             | 403   |
| 5                 | AZE Azerbaijão           | 353   |
| 6                 | BIH Bósnia e Herzegovina | 338   |
| 7                 | LUX Luxemburgo           | 319   |
| 8                 | GEO Geórgia              | 285   |
| 9                 | MLT Malta                | 246.5 |
| 10                | MNE Montenegro           | 243   |
| 11                | AND Andorra              | 163   |
| 12                | MKD Macedônia do Norte   | 144   |
| 13                | ALB Albânia              | 115   |
| 14                | AASSE                    | 100   |

## Doping
Chaltu Beji, do Azerbaijão – foi a vencedora  feminino da prova dos 3000 metros com obstáculos - foi desclassificada depois que seu teste de drogas deu positivo para a substância proibida ostarina. 
Dzmitry Marshin, do Azerbaijão, foi suspenso por quatro anos depois que ele falhou em um teste de drogas. Essa desqualificação de doping subsequente levou a mudanças na classificação final. A Áustria recebeu um ponto adicional e retirou um da Eslováquia. 